# Gedashang
Gedashang (kinesiska: 圪垯上, 圪垯上乡) är en socken i Kina. Den ligger i provinsen Shanxi, i den norra delen av landet, omkring 170 kilometer väster om provinshuvudstaden Taiyuan. Antalet invånare är 7 092. Befolkningen består av 3 400 kvinnor och 3 692 män. Barn under 15 år utgör 17,0 %, vuxna 15-64 år 75 %, och äldre över 65 år 6,0 %.
Genomsnittlig årsnederbörd är 752 millimeter. Den regnigaste månaden är juli, med i genomsnitt 256 mm nederbörd, och den torraste är december, med 3 mm nederbörd.